# Курляндський мішок
Курляндський мішок (рос. Блокада Курляндской группировки войск (блокада Курляндського угруповання військ), нім. Kurland-Kessel (Курляндський мішок)/нім. Kurland-Brückenkopf (Курляндський плацдарм), латис. Kurzemes katls (Курляндський мішок) або Kurzemes cietoksnis (Курляндська фортеця); 10 жовтня 1944 — 22 травня 1945) — патова ситуація для радянських військ та військ Вермахту на Східному фронті Другої світової війни, що склалася восени 1944, коли західна частина Латвії — Курляндський півострів (історично відома як Курляндія) залишалася під окупацією німецьких військ (залишки групи армій «Північ», дедалі переформовані на групу армій «Курляндія»), але вони виявилися затиснуті між двома радянськими фронтами по лінії Тукумс — Лієпая. Це оточення (блокада) не було «мішком» у повному розумінні цього терміна — німецьке угрупування не було повністю ізольовано від основних сил через можливість сполучення морем.
«Мішок» створився внаслідок стрімкого просування рухомих формувань 1-го Прибалтійського фронту генерала армії Баграмяна І. Х. у ході Прибалтійської стратегічної операції, коли 10 жовтня 1944 передові загони 51-ї армії досягли Балтійського моря у Палангі та таким чином відрізали основну частину групи армій «Північ» від головних сил.
Німецькі війська, що опинилися в оточенні, (з 25 січня 1945 — група армій «Курляндія»), залишалася у напівізоляції до капітуляції гітлерівської Німеччини.
Запеклі бої (деякі населені пункти переходили з рук в руки по кілька разів) тривали аж до капітуляції Німеччини 9 травня 1945, але просунути лінію фронту удалося лише на декілька кілометрів углиб. Бойові дії припинилися лише 15 травня 1945, вже після безумовної капітуляції Берліна.